# 新八佰伴
新八佰伴是澳門唯一一間百貨公司，於1997年9月18日正式成立，由母公司澳門旅遊娛樂有限公司經營及管理。新八佰伴百貨位於南灣蘇亞利斯博士大馬路90號的新八佰伴大樓，新八佰伴百貨設有9個銷售樓層，附設3層地庫停車場。

## 歷史
新八佰伴原為日本八佰伴（Yaohan）的澳門分店，位於友誼大馬路，在1992年12月22日中午開幕，成為全澳唯一的百貨公司。1997年9月18日，日本八佰伴的總公司在日本透過會社更生法申請破產結業後，澳門分店由澳門旅遊娛樂有限公司全部接手經營，並易名為「新八佰伴（New Yaohan）」繼續營業；新八佰伴維持一貫經營策略，銷售以直營為主。
由八佰伴年代，以至到新八佰伴年代，公司的總部都位於澳門新口岸友誼大馬路，但2008年為配合澳門博彩股份有限公司的海洋之神（Oceanus，後發展為海立方娛樂場及新回力酒店）計劃，友誼大馬路舊址營業至2008年8月1日，並於翌日起休業一周，之後於8月8日遷往南灣區的新八佰伴大樓繼續營業。
2010年3月22日，新八佰伴投資3000萬，在澳門外港客運碼頭開設佔地11000平方呎的新八佰伴Outlet。

## 新八佰伴大樓

### 新八佰伴百貨（舊店）
位於澳門新口岸友誼大馬路的新八佰伴大樓舊址於1992年落成，南向皇宮娛樂場、澳門漁人碼頭，北向回力娛樂場，東向水塘，樓高四層及一層地下停車場。雖然舊店位置優越，但澳門旅遊娛樂有限公司需要該地段發展「海洋之神」計劃，舊店因而於2008年8月2日起暫停營業。原址改建成海立方娛樂場。舊店仍保持八佰伴的裝修風格。

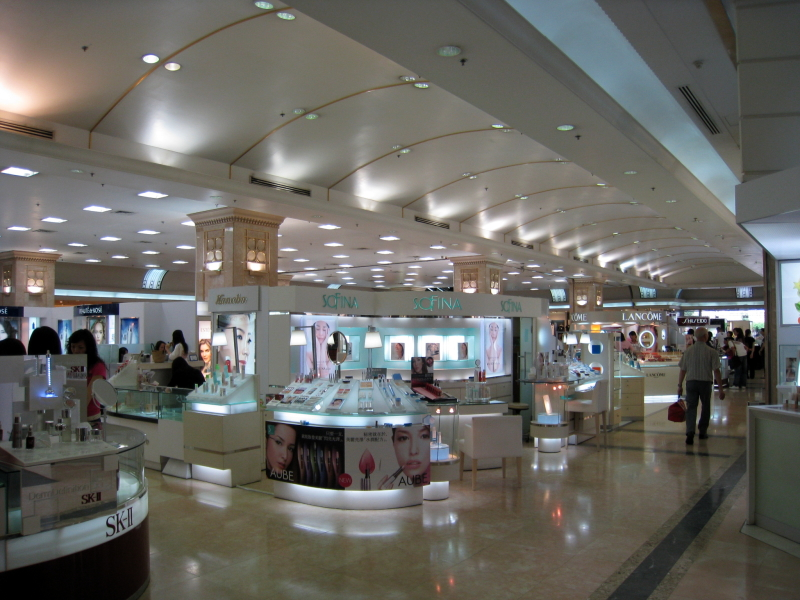
化妝品專區（G/F）
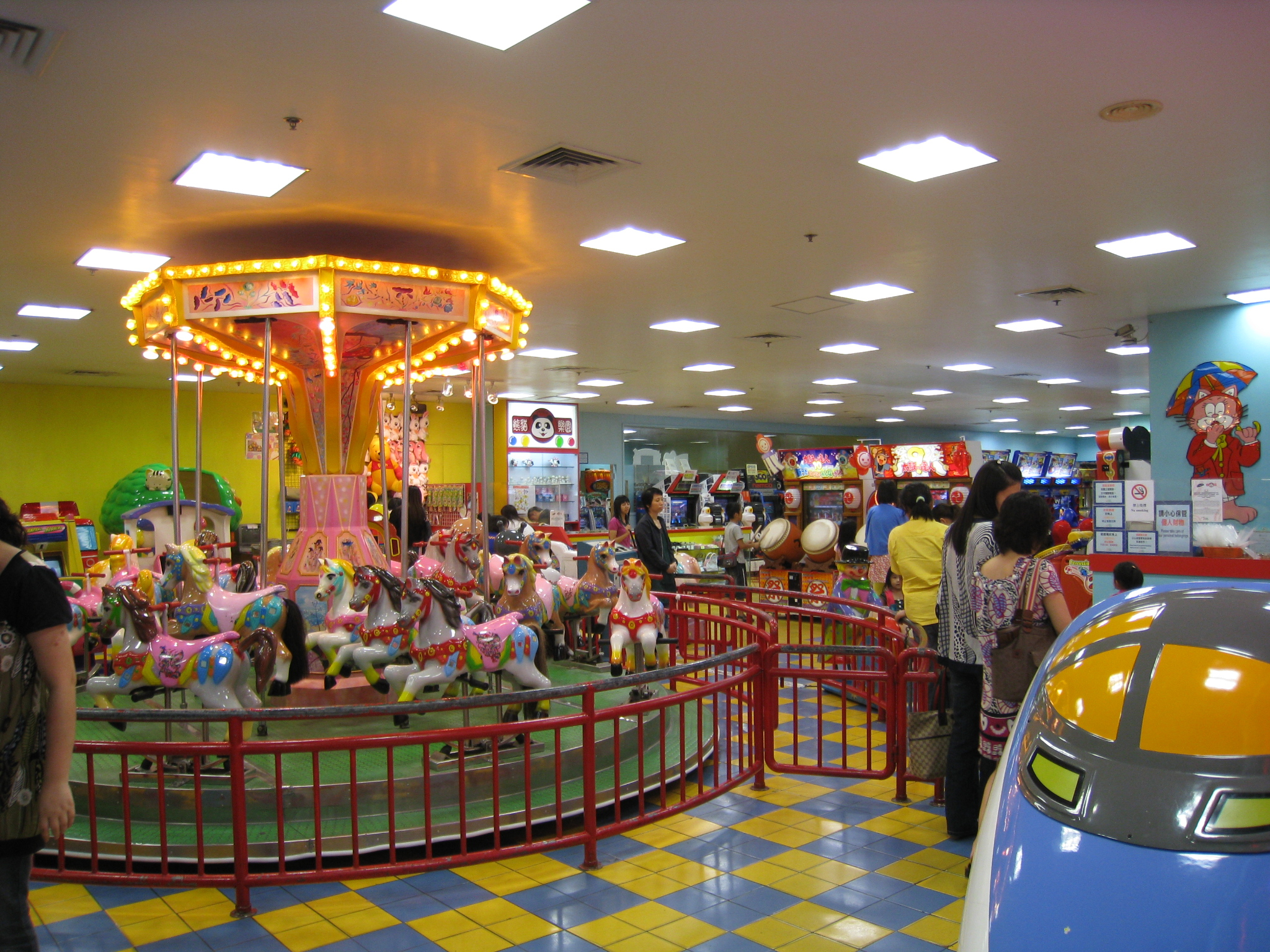
兒童遊戲中心（熊貓樂園）
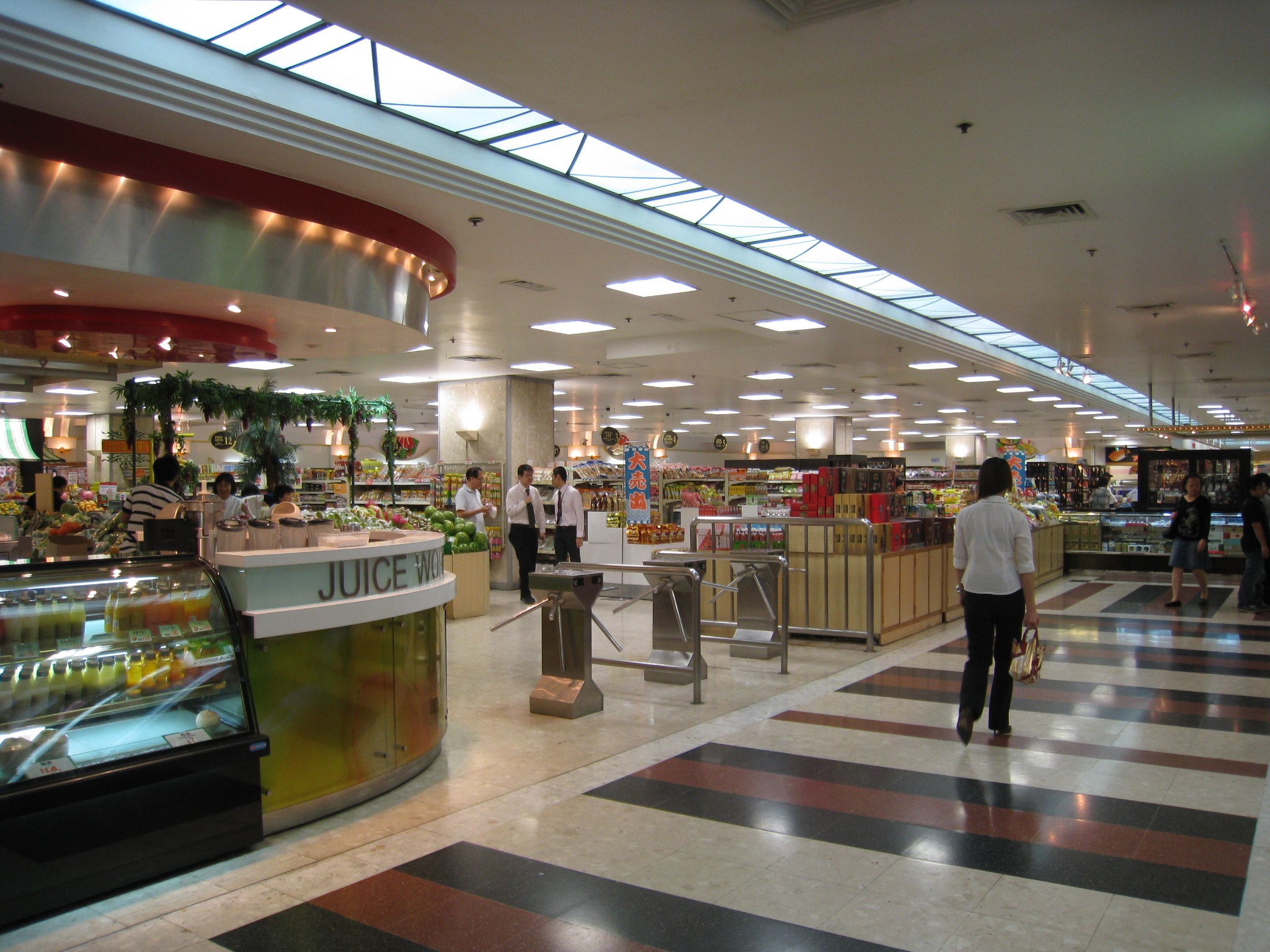
超級市場（2/F）
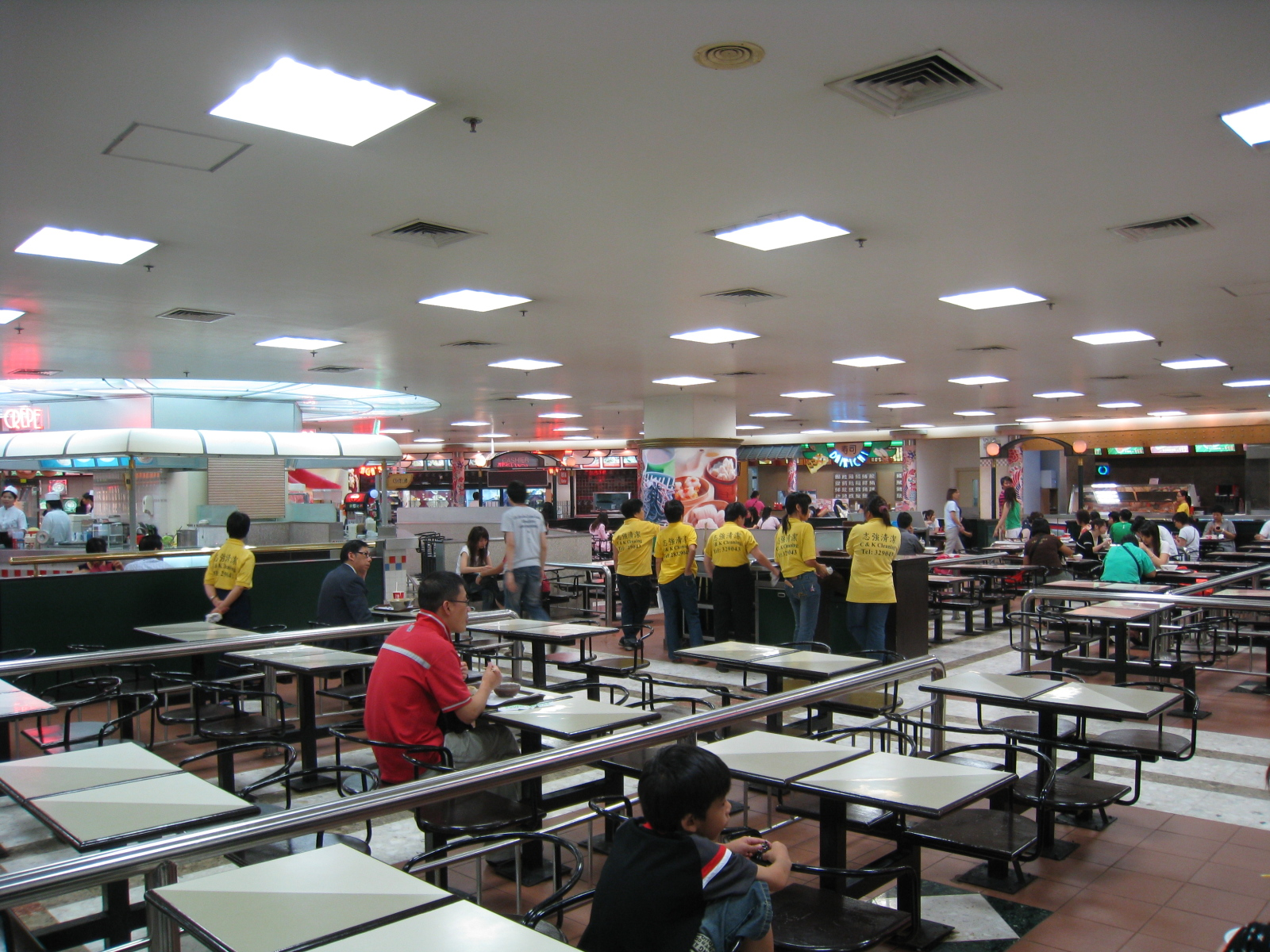
美食廣場（3/F）

#### 樓層資料
|          |    |                                                                                       |
| 銷售樓層 | 3F | 美食廣場／高級影音／家居電器／家庭用品／補鞋及配匙服務／行李                          |
| 銷售樓層 | 2F | 超市／餅店／廚具／運動／女士內衣／床上用品／按摩及保健產品／文具                      |
| 銷售樓層 | 1F | 男士服裝／年青便服／內衣／皮具／嬰兒用品及童裝／玩具／咖啡店／兒童遊戲中心 (熊貓樂園) |
| 銷售樓層 | GF | 化妝品／男女時裝／鞋及飾物／咖啡店／VIP會員專櫃                                       |
| 停車場   | B  | 地下停車場及收費處                                                                    |

### 新八佰伴大樓（新店）
新八佰伴大樓位於澳門蘇亞利斯博士大馬路，於2008年8月8日正式落成啟用，東向英皇娛樂酒店，西向前初級法院大樓，北向南灣湖水上活動中心。遷後的新八佰伴由以往的四層增至九層，並附設一個三層的地庫停車場，而大樓內的其他樓層則為新八佰伴的辦公室及貨倉。新店每層都有不同的主題，而面積會較原址細，總面積比原來舊店的減少了超過10%，部分專櫃及部門亦有刪改。

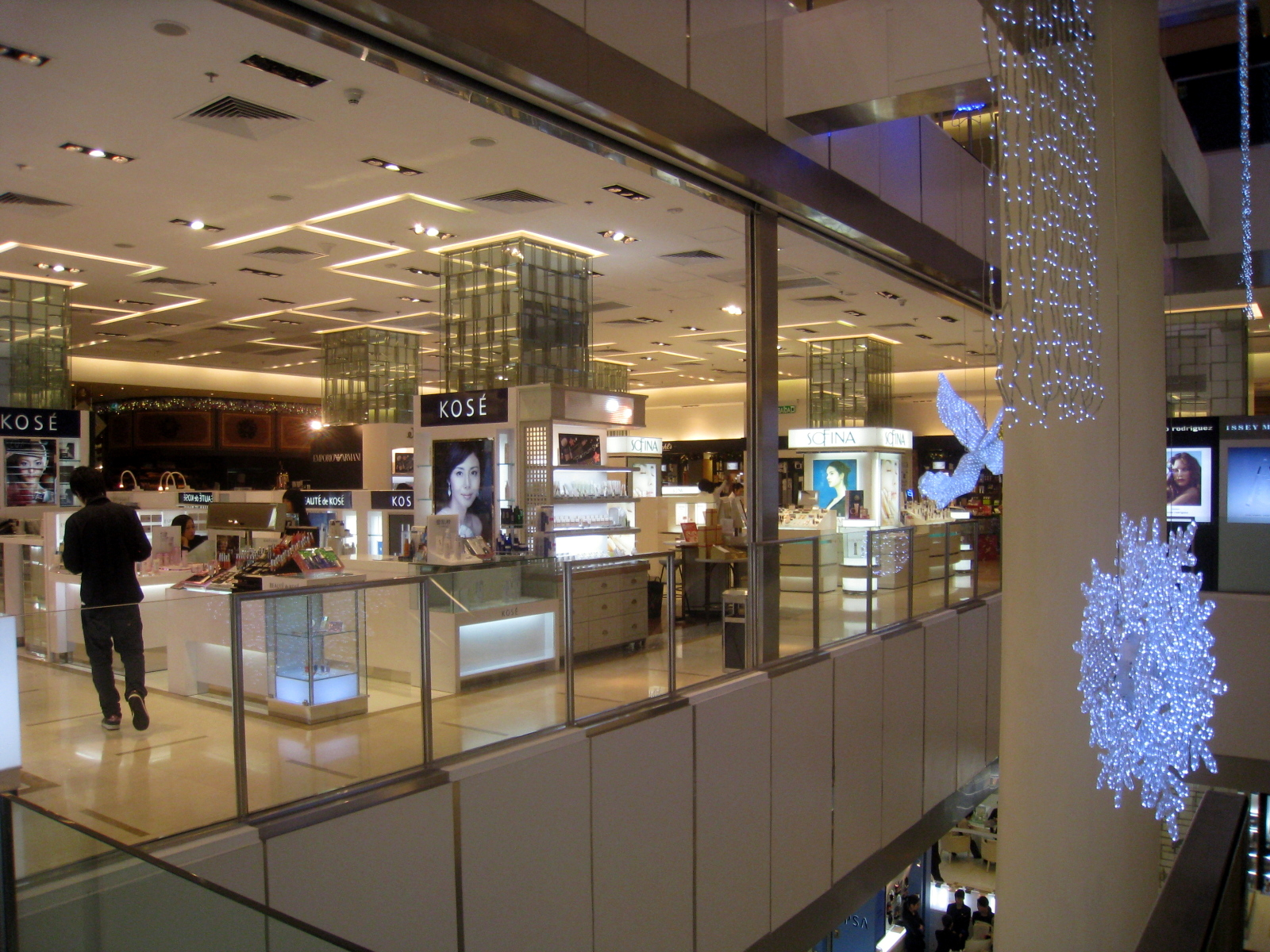
化妝品專區
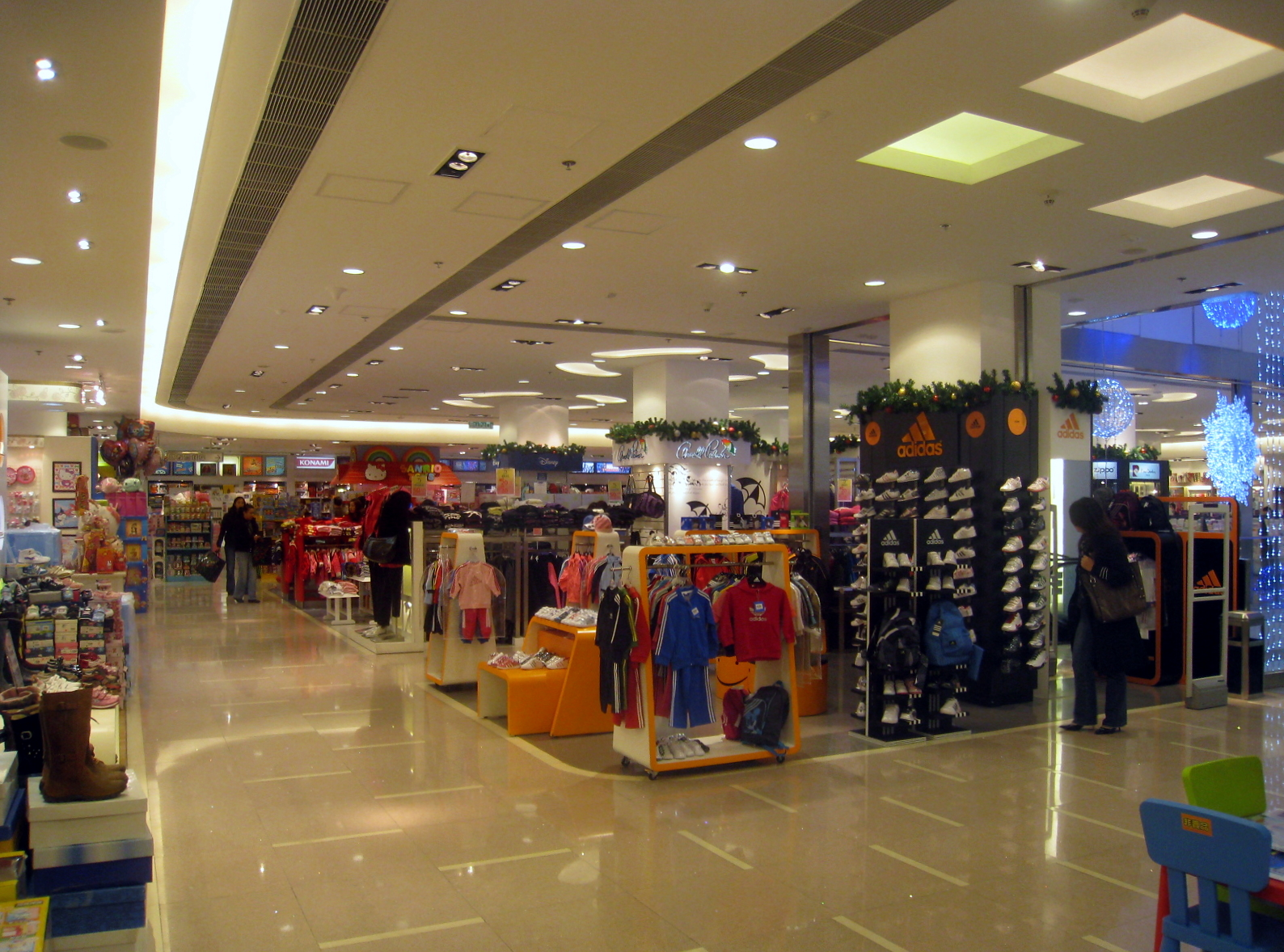
嬰兒用品／童裝／玩具專區
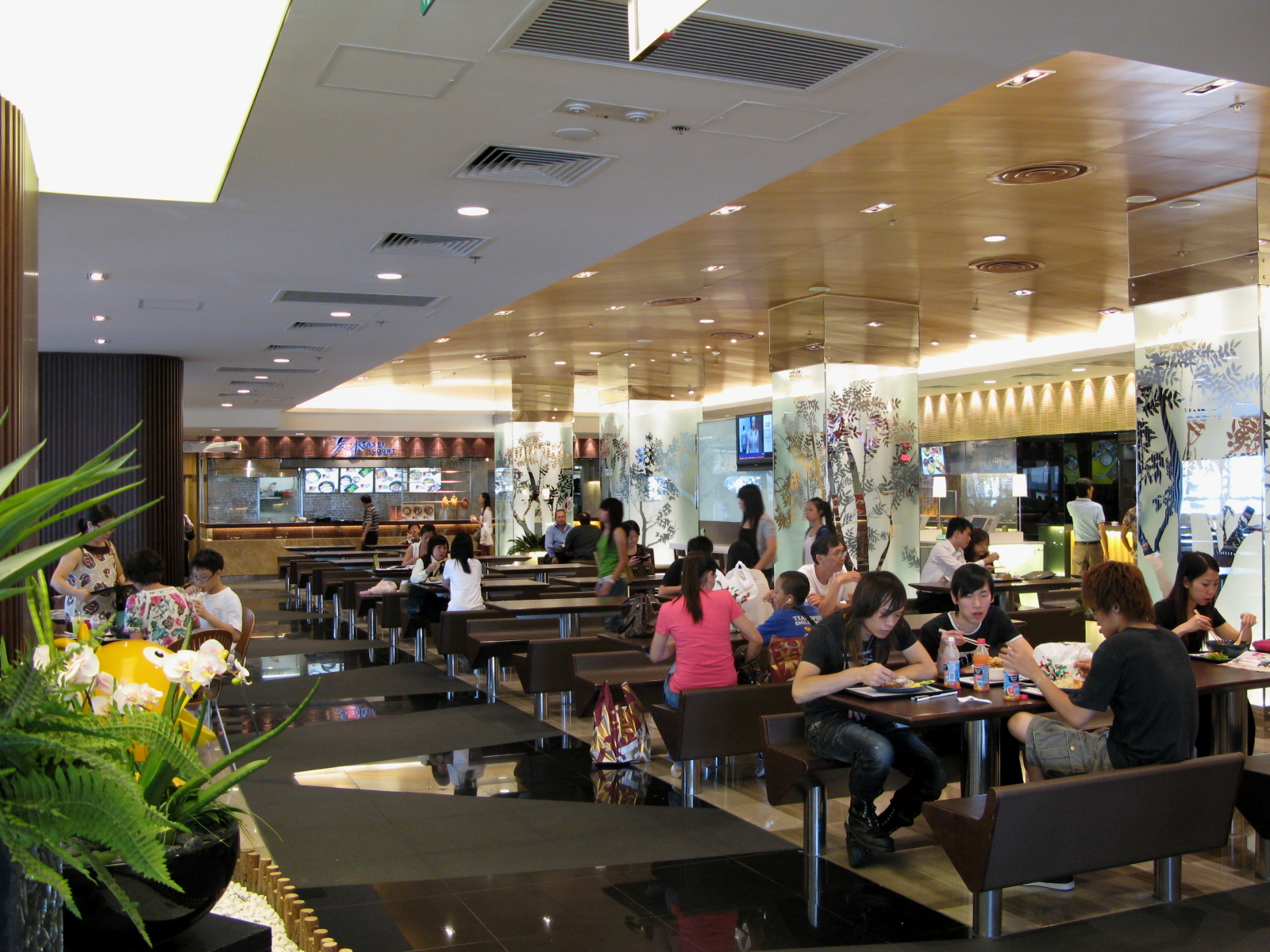
美食廣場

#### 樓層資料
|          |                               |                                                        |
| 銷售樓層 | 13F                           | 新八佰伴辦公室及接待處                                 |
| 銷售樓層 | 9F                            | 家居電器／廚具及家庭用品／按摩及保健產品               |
| 銷售樓層 | 8F                            | 美食廣場／高級影音                                     |
| 銷售樓層 | 7F                            | 超級市場／餅店／服務專櫃                               |
| 銷售樓層 | 6F                            | 兒童專層／嬰兒用品／玩具                               |
| 銷售樓層 | 5F                            | 童裝                                                   |
| 銷售樓層 | 4F                            | 床上用品／皮具飾物／女士服裝／女士內衣／太陽眼鏡／文具 |
| 銷售樓層 | 3F                            | 運動服／年青便服                                       |
| 銷售樓層 | 2F                            | 男士服裝／男裝鞋／飾物及內衣/行李                      |
| 銷售樓層 | 1F                            | 化妝品／男女時裝／鞋及飾物                             |
| GF       | 化妝品／男女時裝／VIP會員專櫃 |                                                        |
| 停車場   | B1 / B2 / B3                  | 三層地下停車場（收費處於B1）                           |

## 其他業務

### 新八佰伴Outlet
是新八佰伴首間分店，位於新口岸外港客運碼頭三樓，原址為海港城大酒樓，於2010年3月22日開幕。新八佰伴Outlet面積約11,000平方呎，以售賣家庭用品、電器、數碼產品、休閒及運動服裝、童裝、玩具為主。

### NY8 新八佰伴（新八佰伴上葡京概念店）
位於澳門上葡京綜合渡假村內的尚品匯二樓，以概念店“NY8 新八佰伴”於2021年11月22日正式開幕，佔地超過15,000平方米。原位於澳門倫敦人“兒童天地 Kids Craven”亦於2021年10月中旬正式由遷往該處營業，佔地超過三萬平方呎，爲全澳最大型的主題式兒童專門店。其夢幻般的內外裝潢、設有旋轉木馬、派對空間、公主飾品區及玩具王國等。

### 兒童世界 Kid's Cavern
倫敦人店（已結業）：位於澳門倫敦人三樓，佔地約35,000平方呎，為澳門一間大型的兒童兒童專門店，它設有澳門唯一大型糖果屋，首間機動戰士高達世界，另外與公主飾品區、樂高世界、Sanrio 文具精品、童裝名店廊及嬰兒綜合區組成7個主題區。
上葡京總店：位於上葡京二樓，NY8 新八佰伴內。
兒童世界分店：位於氹仔星皓廣場地庫一層。

### NEW YAOHAN BEAUTY
新八佰伴首間複合品牌美妝店，位於氹仔星皓廣場地面層，佔地超過九千平方呎，引進海外眾多人氣及國際品牌，涵蓋彩妝、護膚、香氛、美髮等，現場亦提供專業彩妝諮詢及美容護理服務。

## 外部連結
- 官方网站
- 新八佰伴的Facebook專頁
- 新八佰伴的Instagram帳戶